# Petronymphe decora
Petronymphe decora är en sparrisväxtart som beskrevs av Harold Emery Moore. Petronymphe decora ingår i släktet Petronymphe och familjen sparrisväxter. Inga underarter finns listade i Catalogue of Life.